# Lijst van besturingssystemen
Dit is een lijst van besturingssystemen.

## Algemene besturingssystemen
| Besturingssysteem         | Ontwikkelaar                           | Opmerkingen                                                                        |
| ------------------------- | -------------------------------------- | ---------------------------------------------------------------------------------- |
| Android                   | Google, Android, Inc. en Vrijwilligers | Open-source besturingssysteem voor smartphones                                     |
| AmigaDOS                  | Amiga Corporate                        |                                                                                    |
| AmigaOS                   | Amiga Corporate                        |                                                                                    |
| AtheOS                    | Kurt Skauen                            | Opgevolgd door Syllable                                                            |
| BeOS                      | Be Incorporated                        | Opgevolgd door Haiku en ZETA                                                       |
| BS1000                    | Siemens AG                             | Voor Siemens-mainframes, opgevolgd door BS2000                                     |
| BTOS                      | Oorspronkelijk Burroughs               | In de jaren negentig verder ontwikkeld door Unisys. Opgevolgd door CTOS            |
| CTOS                      | Convergent Technologies                |                                                                                    |
| Chrome OS                 | Google                                 | Een Gentoo-gebaseerde Linuxdistributie, opgebouwd rond Google Chrome.              |
| Chromium OS               | Vrijwilligers                          | Een opensource-, op Gentoo-gebaseerde Linuxdistributie, opgebouwd rond Chromium    |
| CP/M                      | Digital Research                       |                                                                                    |
| DR-DOS                    | Digital Research DOS-variant           |                                                                                    |
| FreeDOS                   | Opensourcegemeenschap                  | Een vrije DOS-variant                                                              |
| MS-DOS                    | Microsoft                              | Als basis gebruikt voor de eerste versies van Windows.                             |
| PC DOS                    | IBM                                    | MS-DOS uitgebracht onder IBM-naam.                                                 |
| DOS                       | IBM                                    |                                                                                    |
| eComStation               |                                        | Opvolger van OS/2.                                                                 |
| eCos                      |                                        | Geschikt voor embedded systemen.                                                   |
| GCOS                      | Bull                                   |                                                                                    |
| Haiku                     | Opensourcegemeenschap                  | Opensource-implementatie van BeOS.                                                 |
| GNU/Linux                 | Opensourcegemeenschap                  | Vele varianten (distributies)                                                      |
| Mac OS 6-9                | Apple Inc.                             | Rond jaar 2000 opgevolgd door het Unix-gebaseerde Mac OS X.                        |
| macOS (voorheen Mac OS X) | Apple Inc.                             | Rond jaar 2000 opgevolger van Mac OS 6-9.                                          |
| MenuetOS                  |                                        |                                                                                    |
| MSX-DOS                   | Microsoft                              |                                                                                    |
| MVS en VM                 | IBM                                    |                                                                                    |
| MUMPS                     | Massachusetts General Hospital         |                                                                                    |
| NOS/BE en NOS/VE          | Control Data Corporation (CDC)         |                                                                                    |
| Netware                   | Novell                                 |                                                                                    |
| OS/2                      | Microsoft en IBM, later alleen IBM     | Bestaat niet meer, de opvolger is eComStation.                                     |
| OsFree                    | The osFree Development Team            | Opensourcekloon van OS/2.                                                          |
| OS/400                    | IBM                                    |                                                                                    |
| OS-9                      | Microware Systems Corporation          |                                                                                    |
| Plan 9 en Inferno         | Bell Labs                              |                                                                                    |
| PRIMOS                    | Prime Computer                         | Voor PR1ME-computers.                                                              |
| QNodeOS                   | Quantum Internet Alliance              | Voor genetwerkte kwantumcomputers.                                                 |
| QNX                       |                                        | Voor embedded realtimesystemen.                                                    |
| ReactOS                   | Opensourcegemeenschap                  | Gebaseerd op Windows NT                                                            |
| RISC OS                   | Acorn Computers                        | Voor volgende computers: Acorn Archimedes, Acorn Risc PC, Omega, Iyonix en A9home. |
| RSTS/E, RSX-11 en RT-11   | Digital Equipment Corporation          | Voor de DEC PDP-11.                                                                |
| SkyOS                     | Robert Szeleney                        |                                                                                    |
| Starsys                   | Bull                                   | Oorspronkelijk van Convergent Technologies, zie ook BTOS en CTOS.                  |
| SteamOS                   | Valve Corporation                      |                                                                                    |
| TOPS-10 en TOPS-20        | Digital Equipment Corporation          |                                                                                    |
| UNIX                      | Opensourcegemeenschap                  | Vele varianten (distributies)                                                      |
| V2_OS                     | V2_Lab                                 |                                                                                    |
| VMS                       | Digital Equipment Corporation (DEC)    |                                                                                    |
| VRX                       | NCR                                    |                                                                                    |
| VxWorks                   | Wind River Systems                     | Voor embedded realtimesystemen.                                                    |
| Windows                   | Microsoft                              | Tot nu toe het meest verkochte besturingssysteem voor (desktop)computers.          |
| 86-DOS                    | Seattle Computer Products              | Voorloper van MS-DOS.                                                              |

## Mobiele besturingssystemen
Onderstaande besturingssystemen zijn bedoeld voor gebruik op mobiele apparaten zoals smartphones of tablets. Eveneens in deze categorie meegenomen zijn besturingssystemen bedoeld voor horloges, televisies en andere elektronische apparaten die niet thuishoren bij de klassieke, algemene besturingssystemen. Deze indeling is niet absoluut gezien Android ook op een computer geïnstalleerd kan worden.
| Besturingssysteem        | Ontwikkelaar                                                        | Status                                   |
| ------------------------ | ------------------------------------------------------------------- | ---------------------------------------- |
| Android                  | Google - Chance Groover                                             | Actief                                   |
| Bada                     | Samsung                                                             | Stopgezet                                |
| BlackBerry OS            | RIM                                                                 | Semi-Actief                              |
| CyanogenMod              | cyanogenmod                                                         | Actief                                   |
| EPOC                     | Psion                                                               | Stopgezet                                |
| Firefox OS               | Mozilla                                                             | Stopgezet                                |
| iOS (iPod Touch, iPhone) | Apple                                                               | Actief                                   |
| iPadOS (iPad)            | Apple                                                               | Actief                                   |
| Maemo                    | Nokia                                                               | Stopgezet                                |
| MeeGo                    | Linux Foundation, Intel, Nokia, Novell, AMD en de MeeGo-gemeenschap | Stopgezet                                |
| Moblin                   | Intel                                                               | Stopgezet                                |
| PalmOS                   | Palm                                                                | Stopgezet                                |
| Sailfish OS              | Jolla                                                               | Actief                                   |
| Series 30+               | HMD                                                                 | Actief, opvolger van Series 40           |
| Series 40                | Nokia                                                               | Stopgezet, opgevolgd door Series 30+     |
| Symbian                  | Nokia                                                               | Actief                                   |
| Tizen                    | Samsung/Intel                                                       | Actief, maar alleen nog van Samsung-tv's |
| tvOS (Apple TV)          | Apple                                                               | Actief                                   |
| Ubuntu Touch             | UBports (voorheen Canonical)                                        | Actief                                   |
| watchOS (Apple Watch)    | Apple                                                               | Actief                                   |
| webOS                    | Palm/Hewlett-Packard                                                | Stopgezet                                |
| Windows Mobile           | Microsoft                                                           | Stopgezet                                |
| Windows CE               | Microsoft                                                           | Stopgezet                                |
| Windows Phone            | Microsoft                                                           | Stopgezet                                |
| Windows RT               | Microsoft                                                           | Stopgezet                                |

## Naar oorsprong
- Unix-varianten
  - AIX van IBM
  - GNU/Hurd
  - HP-UX van Hewlett-Packard
  - IRIX
  - Minix
  - Solaris van Sun Microsystems
  - Ultrix
  - Xenix
  - BSD-varianten
    - DragonFly BSD
    - FreeBSD
    - NetBSD
    - OpenBSD

  - GNU/Linux-varianten
    - Chakra Linux
    - Debian
    - Fedora
    - Linux Mint
    - Slackware Linux
    - Ubuntu 

  - Mac OS X-varianten
    - Darwin
- Microsoft Windows, tot nu toe het meest verkochte besturingssysteem
- DOS
  - FreeDOS
  - Windows NT